# Vereinte Kommunistische Partei Georgiens
Die Vereinte Kommunistische Partei Georgiens (georgisch საქართველოს ერთიანი კომუნისტური პარტია Sakartwelos Ertiani Komunisturi Partia) ist eine 1994 entstandene georgische Partei. Sie vertritt einen marxistisch-leninistischen Standpunkt.

## Geschichte
Die Partei ist ein Produkt der 1994 erfolgten Vereinigung der Stalin-Gesellschaft, der Georgischen Kommunistischen Arbeiterpartei und der Union der georgischen Kommunisten.
Von ihrer Gründung 2013 bis zu ihrer Auflösung 2023 war die VKP Georgiens Mitglied der Initiative kommunistischer und Arbeiterparteien Europas.

## Politische Positionen
Die Partei setzt sich grundlegend für die Wiederherstellung eines sozialistischen Unionsstaates nach dem Vorbild der Sowjetunion ein.

## Parteipresse
Die Partei gibt die Zeitung Komunisti heraus.

## Persönlichkeiten
Vorsitzender der Partei seit der Gründung bis 2009 war Panteleimon Giorgadse. Sein Sohn Igor Giorgadse war von 1993 bis 1995 Minister für Staatssicherheit Georgiens, ging 1995 ins Exil nach Russland, nachdem er beschuldigt worden war, ein Attentat auf den damaligen georgischen Staatspräsidenten Eduard Schewardnadse geplant zu haben. 2000 versuchte er als Kandidat der Partei seines Vaters zu den georgischen Präsidentschaftswahlen anzutreten, was jedoch misslang.
Am 31. Januar 2014 wurde der Parteivorsitzende Nugsar Awaliani auf einem Fußgängerüberweg in Kutaissi von einem Auto überfahren. Wenige Wochen später erlag er seinen schweren Verletzungen.

## Wahlergebnisse
Bei den georgischen Parlamentswahlen 1995 verfehlte die Partei mit 4,49 % knapp den Einzug ins georgische Parlament, die ebenfalls angetretene Kommunistische Partei Georgiens (hervorgegangen aus der KP der georgischen Sowjetrepublik) hatte ihr dabei mit 2,2 % wohl die für einen möglichen Parlamentseinzug entscheidenden Stimmen weggeschnappt. Bei den Parlamentswahlen 1999 verpasste man ebenfalls den Einzug ins Parlament (mit 1,4 % der abgegebenen Stimmen), bei den folgenden Parlamentswahlen trat die Partei nicht mehr an.
Bei den Präsidentschaftswahlen kandidierte 1995 Panteleimon Giorgadse als Kandidat der Vereinten Kommunisten, errang mit 0,5 % der abgegebenen Stimmen jedoch nur abgeschlagen den vierten Platz.

## Sonstiges
Ende Februar 2001 initiierte der damalige Justizminister und spätere Präsident Micheil Saakaschwili einen Gesetzentwurf, der das Verbot der Vereinten Kommunistischen Partei Georgiens vorsah. Demzufolge rufe die Partei zum Sturz der bestehenden politischen Ordnung auf und sei deshalb verfassungswidrig. Die Initiative wurde jedoch vom Parlament Georgiens abgelehnt.